# Aspirant (stopień podoficerski)
Aspirant – stopień podoficerski w Wojsku Polskim we Francji ustanowiony dekretem Prezydenta Rzeczypospolitej z dnia 6 marca 1940 roku w sprawie zmiany i zawieszenia mocy obowiązującej niektórych przepisów rozporządzenia Prezydenta Rzeczypospolitej z dnia 7 października 1932 r. o służbie wojskowej podoficerów i szeregowców”.
Aspirantem mógł być mianowany tylko żołnierz, który ukończył z pomyślnym wynikiem szkołę podchorążych. Warunki przyjęcia do szkoły podchorążych jak również mianowania aspirantem określał Minister Spraw Wojskowych. Podoficerów na stopnie aspirantów mianował Minister Spraw Wojskowych. Stopień aspiranta został ustanowiony na czas wojny. W hierachii służbowej żołnierz posiadający aspiranta był młodszym stopniem od chorążego i starszym stopniem od starszego sierżanta.